# إيلينا فورياس

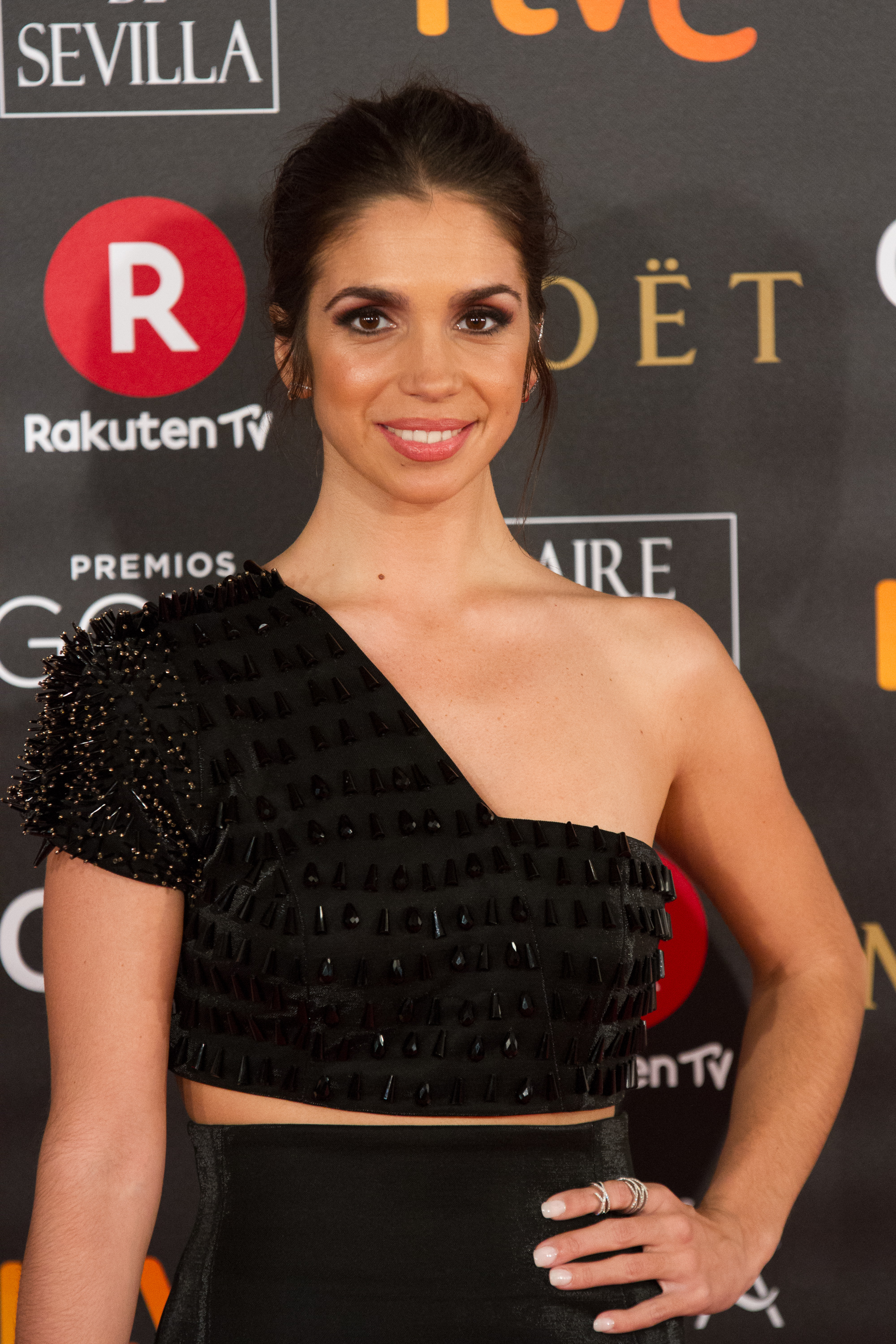
إيلينا فورياس في 2018

إيلينا فورياس غونزاليز (بالإسبانية: Elena Furiase)‏ (ولدت في 9 مارس 1988) هي ممثلة إسبانية . هي ابنة المغنية الإسبانية لوليتا فلوريس وغيليرمو فوريياس.

## عائلتها
تنتمي إيلينا إلى واحدة من أشهر المجموعات الموسيقية في إسبانيا الملقبة بلاس فلورس. وهي حفيدة لولا فلوريس ، والمعروفة باسم "لا فارونا" ، وأنطونيو غونزاليس، "إل بيسكاييلا" . وهي أيضا ابنة عم الممثلة ألبا فلوريس .

## سيرتها
لعبت إيلينا دور فيكي في المسلسل التلفزيوني الشهير إل إنترنادو لمدة ثلاث سنوات. أثناء التصوير، أصيبت بالتواء في رقبتها رقبتها بعد حادث سيارة إلا أنها فازت بجائزة أفضل ممثلة في عام 2007 عن هذا الدور.  في سبتمبر 2008 ، ظهرت في الموسم الثاني من المسرحية ننسى الطبول تحت إخراج فيكتور كوندي.
في 14 نوفمبر 2008 ، في افتتاح مسرحية إل ليبوة دي لاس أغواس من إخراج أنطونيو جيمينيز ريكو،  لعبت إلينا دور أماليا.  في عام 2009 ، شاركت في شريط الفيديو لا لولا الذي تم إهداء أغنيته لجدتها لا فاراونا.
في مايو 2009 ، أصبحت سفيرة ماركة الأحذية كول واي.
في أغسطس 2009 ، شاركت في فيلم باد بيبول.

## روابط خارجية
- إيلينا فورياس على موقع IMDb (الإنجليزية)
- إيلينا فورياس على موقع تيرنر كلاسيك موفيز (الإنجليزية)
- إيلينا فورياس على موقع قاعدة بيانات الفيلم (الإنجليزية)